# James Milner
James Milner (n. 4 ianuarie 1986, Leeds, Anglia, Regatul Unit) este un fotbalist britanic, care joacă pe post de mijlocaș sau fundaș lateral la Brighton în Premier League. Pe plan internațional, are prezențe la națională pentru Anglia U16⁠(d), Anglia U17⁠(d), Anglia U19⁠(d), Anglia U20⁠(d), Anglia U-21⁠(d) și Anglia.
A mai jucat pentru gruparea de pe Villa Park (Aston Villa, orașul Birmingham) ai cărei suporteri sunt numiți și "The Villans". A ajuns la acest club după un transfer de la Newcastle United în vara anului 2008 pentru o sumă de aproximativ 18 milioane de lire. Deține în prezent titlul de cel mai tânăr debutant în Premier League, devansându-l astfel pe colegul său de generație Wayne Rooney. Acest titlu îl deține pe când evolua pentru Leeds United, acesta fiind primul său club cu care a semnat un contract de profesionist. Un fost membru marcant al echipei naționale de tineret a Angliei, pentru care a evoluat în nu mai puțin de 40 de partide, Milner este recunoscut pentru execuțiile sale excelente din lovitură liberă.

## Carieră

### Leeds United
Milner, un produs al centrului de copii și juniori al clubului Leeds United, a debutat la echipa mare a celor de la Leeds pe 10 noiembrie 2002, într-un meci de Premier League disputat împotriva celor de la West Ham United, partidă în care l-a înlocuit pe Jason Wilcox pentru ultimele șase minute ale întâlnirii. Astfel, Milner devenea al doilea cel mai tânăr jucător din Premier League, la 16 ani și 309 zile.
În cea de-a doua zi de Crăciun a anului 2002, Milner devenea cel mai tânăr marcator din istoria Premier League, marcând un gol decisiv în victoria formației sale împotriva celor de la Sunderland FC. Peste o lună, Milner avea să marcheze din nou, de data aceasta în poarta lui Chelsea Londra, făcându-i zile negre vedetei Marcel Desailly.
Ca urmare a evoluțiilor excelente ale lui Milner și ale laudelor venite din presă, clubul Leeds United i-a prelungit contractul pe încă cinci ani, începând cu 10 februarie 2003. Pentru a acumula mai multă experiență, James a fost împrumutat la startul sezonului 2003-2004 la Swindon Town, formație din League Two, pentru care a disputat șase partide și a marcat două goluri.
Cu toate acestea, Leeds United se afla în declin, având grave probleme financiare; totul a culminat cu retrogradarea formației lui Milner în Football League Championship. Mai multe echipe, printre care Aston Villa, Tottenham Hotspur sau Everton s-au arătat interesate de serviciile lui Milner, însă din varii motive transferul la aceste echipe nu s-a mai realizat. Până la urmă, Milner a fost vândut de Leeds United la Newcastle United, pentru o sumă inițială de aproape patru milioane de lire sterline. Milner nu a fost încântat de părăsirea echipei sale favorite și care l-a lansat în fotbal, dar a declarat că această mutare a fost făcută pentru binele lui Leeds United.

### Newcastle United
Milner a debutat la Newcastle United, în Premier League, pe 18 august 2004, într-o partidă cu Middlesbrough FC. O lună mai târziu, debuta în cupele europene cu Newcastle, într-un meci cu Bnei Sakhnin, din Israel. În aceeași lună, a marcat primul său gol pentru club, într-o victorie a celor de la Newcastle, 3-1, împotriva lui West Bromwich Albion.
Situația s-a schimbat când pe banca lui Newcastle a ajuns Graeme Souness, cel care l-a înlocuit pe mentorul lui Milner, Sir Bobby Robson. Acesta a declarat că echipa sa nu va câștiga niciodată cu o echipă formată „doar din James Milneri”, iar tânărul mijlocaș a fost nevoit să privească destule meciuri de pe banca de rezerve.

### Aston Villa (împrumut)
La începutul sezonului 2005-2006, Newcastle United l-a achiziționat pe Norberto Solano de la Aston Villa, iar în transfer era inclus și împrumutul lui James Milner la formația de pe Villa Park. James a fost fericit să fie împrumutat la Villa, deoarece antrenorul formației era fostul său tehnician de la Leeds United, David O'Leary.
Milner a debutat la Villa pe 12 septembrie 2005 într-un meci de Premier League împotriva lui West Ham United. Peste cinci zile, a marcat primul său gol pentru Villa, într-un egal cu Tottenham Hotspur, 1-1. Apoi, a marcat o dublă în Cupa Ligii Angliei, în victoria cu 8-3 obținută de Aston Villa împotriva celor de la Wycombe Wanderers.
La finele sezonului, Milner a fost dorit pentru un transfer definitiv de Aston Villa, însă noul antrenor al celor de la Newcastle, Glenn Roeder, a declarat că și l-ar dori pe James înapoi. David O'Leary a încercat din răsputeri să îl transfere pe Milner, însă el a fost înlocuit cu un alt irlandez, Martin O'Neill.
Până la urmă, O'Neill a acceptat ca Aston Villa să îl oferteze pe Milner, iar clubul de care aparținea mijlocașul și-a dat acceptul ca Milner să fie cedat la Aston Villa pentru 4 milioane de lire sterline. Când totul părea să fie aranjat, Milner a fost rechemat de Newcastle United la dorințele noului antrenor, iar transferul a căzut.

### Reîntoarcerea la Newcastle United

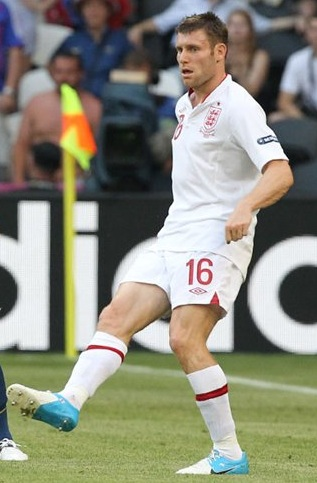
Milner jucând cu Anglia la Euro 2012

Datorită schimbării antrenorului, James Milner a fost un titular cert la Newcastle United în sezonul 2006-2007, mai ales că Glenn Roeder a apreciat faptul că James s-a întors la Newcastle. Pe 1 ianuarie 2007, Milner a marcat primul gol al sezonului, într-un egal important obținut cu Manchester United. Au urmat apoi goluri cu Birmingham City și West Ham United.
La finele primei luni a anului 2007, Milner a semnat un nou contract până în ianuarie 2011, iar apoi, în mai 2007, un altul, la instalarea în funcția de antrenor a lui Sam Allardyce. În octombrie, a marcat golul cu numărul 500 pentru Newcastle în Premier League, într-o victorie obținută de formația sa pe White Hart Lane, scor 3-1, în compania lui Tottenham Hotspur.
A urmat apoi un gol foarte important în derby-ul dintre Newcastle United și Sunderland FC, celebrul „Tyne-Wear derby” fiind un prilej pentru Milner de a crește în ochii lui Allardyce. A urmat apoi o accidentare care l-a ținut departe de gazon până la finalul sezonului, când se zvonea că va ajunge la Liverpool FC.

### Reîntoarcerea la Aston Villa
Deși a început noul sezon ca jucător al lui Newcastle, Milner a fost cumpărat de Aston Villa pentru 12 milioane de lire sterline, o sumă importantă pentru clubul patronat de Andy Lerner. A redebutat pentru Villa într-o partidă din Premier League jucată împotriva lui Liverpool, iar primele goluri le-a dat în ianuarie 2009, când dubla sa din meciul de Cupa Angliei cu Gillingham FC au calificat-o mai departe pe Villa.
Pe 17 ianuarie, a marcat primul său gol în Premier League de la revenire, în partida cu Sunderland. Au urmat goluri cu Blackburn Rovers și excepționalul gol marcat în poarta americanului Tim Howard, de la Everton, după un șut din lovitură liberă de la aproximativ 30 de metri de poarta „caramelelor”. Milner a marcat la 3-1 pentru Everton, iar meciul s-a încheiat 3-3. Este vândut la Manchester City pentru 27,5 milioane de lire sterline. Câștigă aici în sezonul 2011-2012 atât campionatul, cât și cupa și supercupa din anul următor.

## Echipa națională
James Milner a debutat la echipa națională de tineret a Angliei pe 30 martie 2004, într-un meci Anglia - Suedia. Primul său gol a venit în timpul sezonului 2004-2005, în preliminariile pentru Campionatul European de Fotbal U-21 din 2007, când golul său și cel al lui Darren Bent au adus victoria Angliei în fața Țării Galilor.
Milner a marcat golul victoriei tineretului Angliei în partida cu naționala similară a Elveției, Anglia câștigând cu 3-2 și calificându-se la barajul pentru Campionatul European de Fotbal U-21 din 2007. În cele din urmă, Anglia s-a calificat la acest turneu final, iar Milner a evoluat în toate partidele. În semifinala contra Olandei, Milner a fost avertizat și, în cazul în care Anglia învingea, el rata finala turneului.
Meciul a ajuns la loviturile de departajare, iar Anglia a fost învinsă, scor 12-13. Totuși, Milner a marcat de două ori. După aceste meciuri, s-a zvonit că Milner va fi selecționat la naționala mare, însă până la urmă a continuat să joace la tineret. În 2009, James a fost selecționat pentru un nou turneu final al Campionatului European de tineret.
În cel de-al doilea meci al grupei, avea să rateze un penalty în meciul cu Spania, la scorul de 0-0. Totuși, Anglia a învins cu 2-0, iar Milner și-a trecut și el numele pe lista marcatorilor. În semifinala contra Olandei, James și-a asumat responsabilitatea de a executa primul de la punctul cu var. El a ratat însă complet execuția, lovind balonul ca și conaționalul său David Beckham în partida cu Portugalia de la Euro 2004. Totuși, Anglia s-a calificat în finală, învingând Suedia după acea serie de penalty-uri. La naționala mare înscrie pe data de 7 septembrie 2012 un gol cu reprezentativa Moldovei.

## Statistici carieră

### Club
La 14 December 2013..
|               |                    |                 | Campionat | Campionat | Cupă    | Cupă   | Cupa Ligii | Cupa Ligii | Continental | Continental | Total   | Total  |
| Sezon         | Club               | Ligă            | Meciuri   | Goluri    | Meciuri | Goluri | Meciuri    | Goluri     | Meciuri     | Goluri      | Meciuri | Goluri |
| England       | England            | England         | League    | League    | FA Cup  | FA Cup | League Cup | League Cup | Europe      | Europe      | Total   | Total  |
| ------------- | ------------------ | --------------- | --------- | --------- | ------- | ------ | ---------- | ---------- | ----------- | ----------- | ------- | ------ |
| 2002–03       | Leeds United       | Premier League  | 18        | 2         | 4       | 0      | 0          | 0          | 0           | 0           | 22      | 2      |
| 2003–04       | Leeds United       | Premier League  | 30        | 3         | 1       | 0      | 1          | 0          | 0           | 0           | 32      | 3      |
| 2003–04       | Swindon Town       | Second Division | 6         | 2         | 0       | 0      | 0          | 0          | 0           | 0           | 6       | 2      |
| 2004–05       | Newcastle United   | Premier League  | 25        | 1         | 4       | 0      | 1          | 0          | 14          | 1           | 44      | 2      |
| 2005–06       | Newcastle United   | Premier League  | 3         | 0         | 0       | 0      | 0          | 0          | 4           | 2           | 7       | 2      |
| 2005–06       | Aston Villa (Loan) | Premier League  | 27        | 1         | 3       | 0      | 3          | 2          | 0           | 0           | 33      | 3      |
| 2006–07       | Newcastle United   | Premier League  | 35        | 3         | 2       | 1      | 3          | 0          | 13          | 0           | 53      | 4      |
| 2007–08       | Newcastle United   | Premier League  | 29        | 2         | 2       | 1      | 1          | 0          | 0           | 0           | 32      | 3      |
| 2008–09       | Newcastle United   | Premier League  | 2         | 0         | 0       | 0      | 1          | 1          | 0           | 0           | 3       | 1      |
| 2008–09       | Aston Villa        | Premier League  | 36        | 3         | 3       | 3      | 0          | 0          | 4           | 0           | 43      | 6      |
| 2009–10       | Aston Villa        | Premier League  | 36        | 7         | 5       | 0      | 6          | 4          | 2           | 1           | 49      | 12     |
| 2010–11       | Aston Villa        | Premier League  | 1         | 1         | 0       | 0      | 0          | 0          | 0           | 0           | 1       | 1      |
| 2010–11       | Manchester City    | Premier League  | 32        | 0         | 3       | 1      | 1          | 0          | 5           | 0           | 41      | 1      |
| 2011–12       | Manchester City    | Premier League  | 26        | 3         | 1       | 0      | 3          | 0          | 6           | 0           | 36      | 3      |
| 2012–13       | Manchester City    | Premier League  | 26        | 4         | 6       | 0      | 1          | 0          | 2           | 0           | 35      | 4      |
| 2013–14       | Manchester City    | Premier League  | 20        | 1         | 2       | 0      | 3          | 0          | 5           | 1           | 30      | 2      |
| Total carieră | Total carieră      | Total carieră   | 352       | 32        | 36      | 6      | 24         | 7          | 55          | 5           | 467     | 50     |

Above stats do not include appearance in 2012/13 Community Shield

### Internațional
| Anglia | Anglia | Anglia |
| An     | Meciur | Goluri |
| ------ | ------ | ------ |
| 2009   | 6      | 0      |
| 2010   | 9      | 0      |
| 2011   | 8      | 0      |
| 2012   | 11     | 1      |
| 2013   | 10     | 0      |
| Total  | 44     | 1      |